# Гондурас на летних Олимпийских играх 1988
Гондурас принимал участие в Летних Олимпийских играх 1988 года в Сеуле (Корея) в четвёртый раз за свою историю, но не завоевал ни одной медали. Сборная страны состояла из 8 спортсменов (7 мужчин, 1 женщина).